# Rolbing
Rolbing település Franciaországban, Moselle megyében. Lakosainak száma 259 fő (2022. január 1.). Rolbing Schweyen és Walschbronn községekkel határos.

## Népesség
A település népessége az elmúlt években az alábbi módon változott:
| Lakosok száma | 356  | 295  | 264  | 286  | 267  | 251  | 249  | 256  | 259  | 259  |
|               | 1968 | 1982 | 1990 | 2006 | 2013 | 2015 | 2017 | 2019 | 2020 | 2022 |